# Fanad Head SPA
Fanad Head SPA este o arie protejată (arie de protecție specială avifaunistică — SPA) din Irlanda întinsă pe o suprafață de 136,07 ha, integral pe uscat.

## Localizare
Centrul sitului Fanad Head SPA este situat la coordonatele 55°15′01″N 7°37′54″W / 55.250354°N 7.631614°V.

## Înființare
Situl Fanad Head SPA a fost declarat arie de protecție specială avifaunistică în iulie 2011 pentru a proteja 1 specie de animale.

## Biodiversitate
Situată în ecoregiunea atlantică, aria protejată nu include niciun habitat protejat.
La baza desemnării sitului se află o specie protejată de  păsări: cristeiul de câmp (Crex crex).